# Berlín-Mitte
Berlín-Mitte (en alemany, "Berlín Centre") o simplement Mitte ("centre") és el principal districte de Berlín, situat al centre històric de la ciutat. L'àrea inclou alguns dels llocs turístics més destacats de la capital, com aral'Illa dels Museus, la Porta de Brandenburg, el bulevard Unter den Linden, el Reichstag, la torre de televisió o Gendarmenmarkt, entre d'altres.
En 2001, els districtes de Berlín van ser reorganitzats. L'antic districte de Mitte, que forma part de Berlín Est, va ser combinat amb els districtes de Wedding i Tiergarten per formar una nova organització al districte de Mitte.

## Demografia
El districte tenia 328.297 habitants segons el cens del 30 de novembre de 2007. La proporció de la població estrangera en aquest districte és del 28,8%; la més alta de tots els districtes de Berlín. La densitat de població és de 8.297 habitants per km².

## Subdivisions

### Localitats
- Mitte
- Moabit
- Hansaviertel
- Tiergarten
- Wedding
- Gesundbrunnen

### Barris
- Cölln (1)

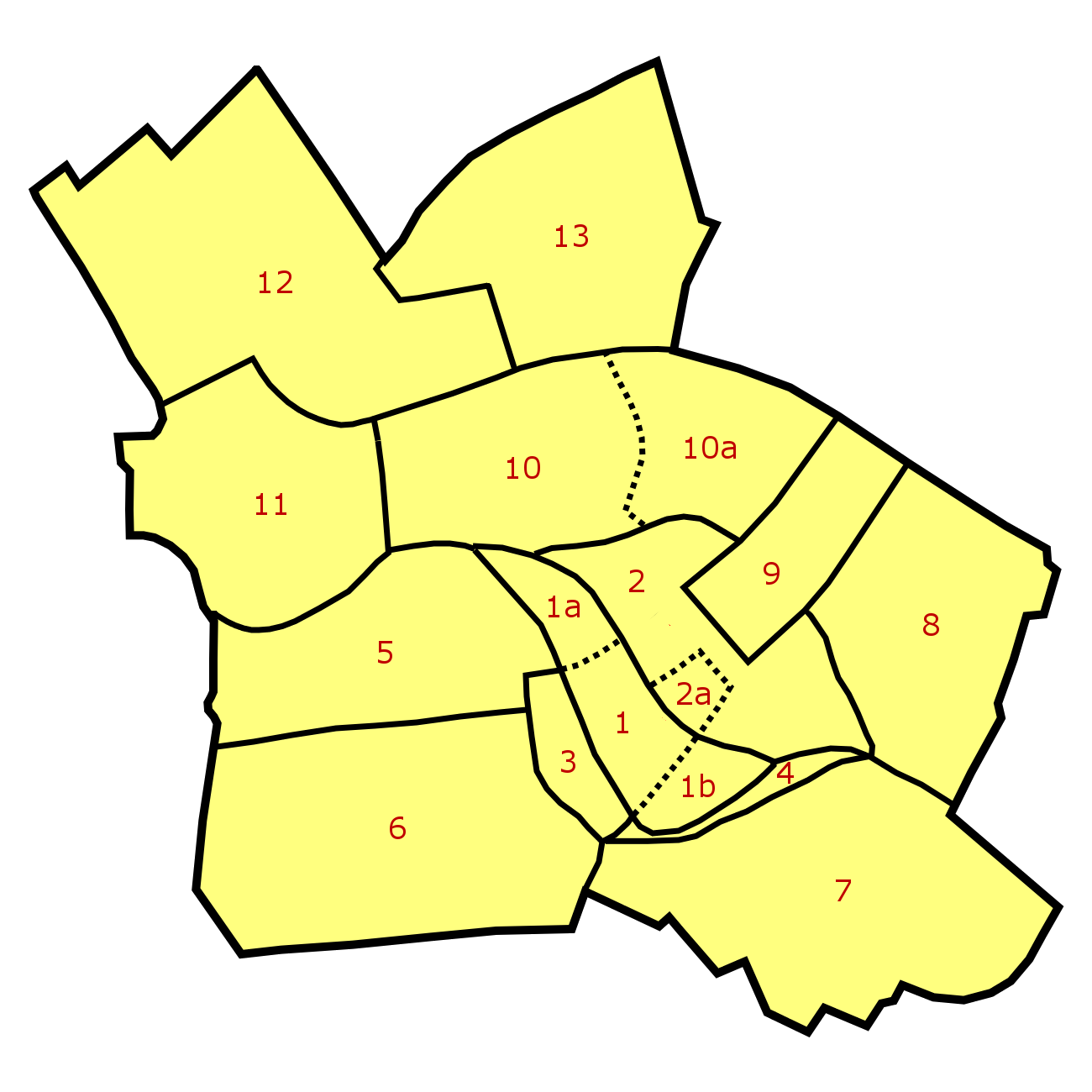
Mapa dels barris del districte Mitte.

  - Illa dels Museus (Museumsinsel) (1a)
  - Illa dels Pescadors (Fischerinsel) (1b)
- Altberlin (2)
  - Nikolaiviertel (2a)
- Friedrichswerder (3)
- Neukölln am Wasser (4)
- Dorotheenstadt (5)
- Friedrichstadt (6)
- Luisenstadt (7)
- Stralauer Vorstadt (8)
- Alexanderplatz (9)
- Spandauer Vorstadt (10)
  - Scheunenviertel (10a)
- Friedrich-Wilhelm-Stadt (11)
- Oranienburger Vorstadt (12)
- Rosenthaler Vorstadt (13)

## Administració i política

Distribució dels escons del Parlament del Districte Mitte en les eleccions de 2016.

L'alcalde del districte Berlín-Mitte (Bezirkbürgermeister) és Stephan von Dassel del partit Aliança 90/Els Verds.
El Parlament del districte compta amb 55 membres (Bezirksverordenetenversammlung). Segons el resultat de les eleccions de 2016, està conformat pels següents partits polítics:
- SPD, 14 membres
- Grüne, 14 membres
- Die Linke, 10 membres
- CDU, 7 membres
- AfD, 5 membres
- FDP, 3 membres
- Pirates, 2 membres

## Agermanaments
- Higashiōsaka (Japó) des de 1959
- Holon (Israel) des de 1970
- Bottrop (Alemanya) des de 1983
- Schwalm-Eder (Alemanya) des de 1992
- Shinjuku, Tòquio (Japó) des de 1994
- Tsuwano (Japó) des de 1995
- Tourcoing (França) des de 1995
- Terézváros, Budapest (Hongria) des de 2005
- Centre Administratiu Okrug, Moscou (Rússia) des de 2006